# Do 217 (航空機)
Do 217
飛行するDo 217E-2 (1942年撮影)
- 用途：重爆撃機、夜間戦闘機、偵察機
- 分類：爆撃機
- 製造者：ドルニエ・フルークツォイクヴェルケ社
- 運用者： ドイツ空軍
- 初飛行：1938年10月4日[1]
- 生産数：1,905機
- 生産開始：1940年
- 運用開始：1941年
- 退役：1945年
- 運用状況：退役
- 原型機：Do 17
- 派生型：Do 317

Do 217（Dornier Do 217 ）は、ドイツのドルニエ社が開発し、第二次世界大戦中にドイツ空軍で運用された双発爆撃機。
Do 17の後継機として開発されたためDo 17と似た外観の機体だが、より近代化された機体であった。当初爆撃機として運用されたが、その後夜間戦闘機や偵察機としても使用され終戦まで活躍した。Do 215の拡大版であり同じエンジンを搭載していたが、詳細な部分は異なっていた。

## 開発歴史
最初の原型(Do217V1)は、1938年10月4日に初飛行したが、7日後に墜落事故を起こしてしまった。原因はエンジンのパワー不足によるものであり、Do217V1のエンジンは同時代の爆撃機に比べると明らかにパワーが不足していた。また、安定性も問題となっていたが、それは垂直尾翼の形状変更で解消された。
BMW 801エンジンを搭載してからパワー不足も解消され爆弾の搭載量も増大した。これによりDo 217はドイツ空軍爆撃機のなかで最大の爆弾搭載量を誇るようになった。
Do 217には急降下爆撃能力が求められていたために尾翼にダイブブレーキが装備される予定でいたが、初期型では十分な性能が得られずにDo 217E-2までダイブブレーキ機能は省略されていた。ダイブブレーキを装備した後期型でも、ブレーキの使用によって胴体後部に無理な負荷がかかったためブレーキを取り外した機体もあった。
Do217はハインケル He111やJu88よりはるかに大きい爆弾搭載量を持ち、最高速度でも優れていた。ハインケルHe177が完成するまではドイツ最大の爆撃機だった。
Do217は1943年9月、対艦誘導爆弾フリッツXで、イタリアの降伏後に連合軍側に移った戦艦ローマを撃沈した。Do217は1944年中頃まで使用されていた。

## 生産
Do217は1940年11月から1944年5月の間、Do217は3つのドルニエ会社によって製造されており、
- ドルニエ社フリードリヒスハーフェン工場

　Dornier Friedrichshafen（DWF）316機
- ドルニエ社ミュンヘン工場

　Dornier Munchen（DWM）985機
- 北ドイツ・ドルニエ・ヴェルケ社[注 1]

　Norddeutsche Dornier-Werke（NDW）602機
合計1,905機のDo217が生産された。

## 派生型

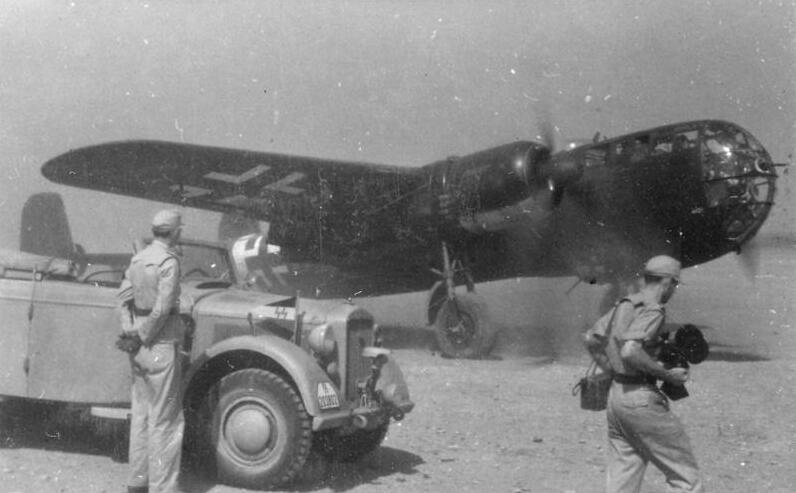
Do 217 K

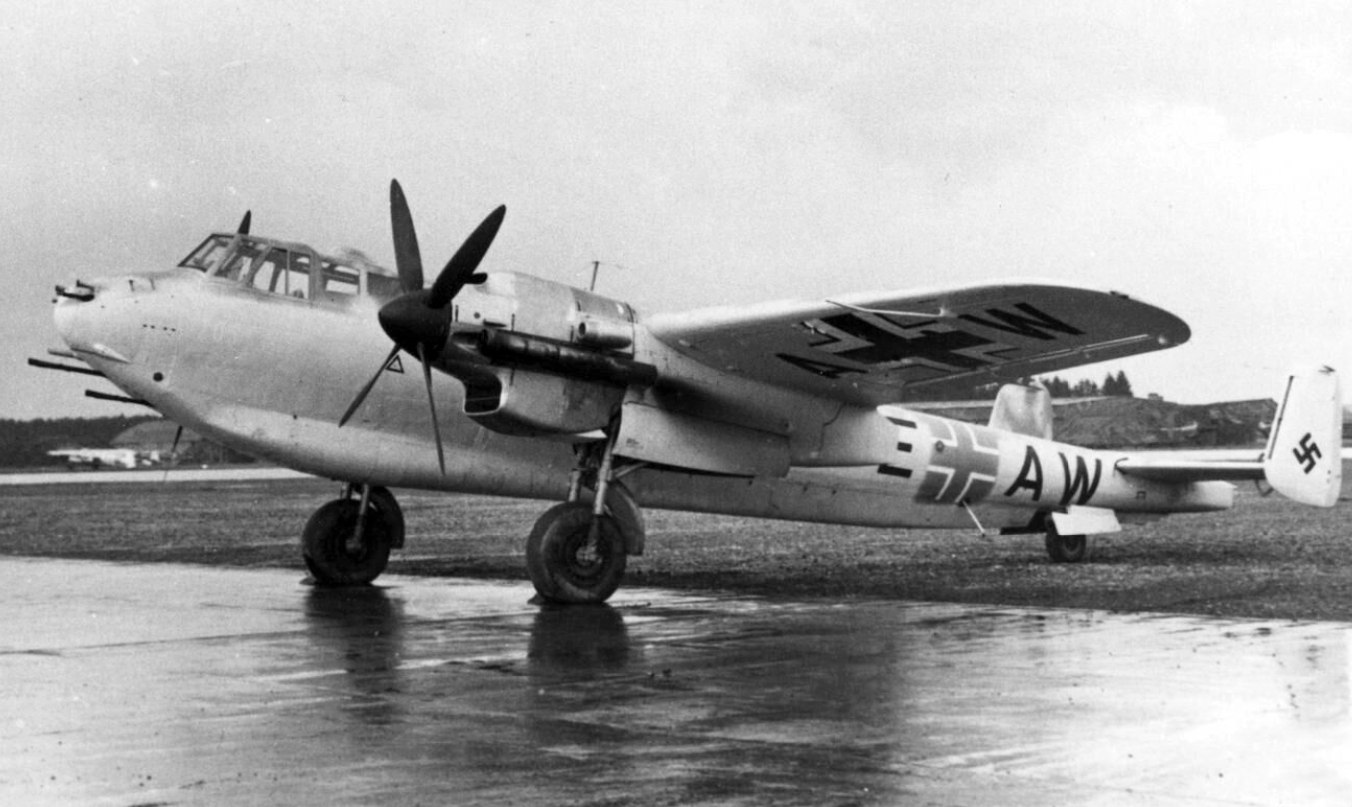
夜間戦闘機型のDo 217 N-2

Do 217 A-0
偵察機型の前生産機。DB 601B エンジン（1,085hp, 809kW）を搭載した。8機のみ製造。
Do 217 C-0
爆撃機型の前生産機。DB 601B エンジンを搭載した。防御火器が増設された。4機のみ製造。
Do 217 E
量産爆撃機型。BMW 801A エンジン（1,539馬力、1,147kW）を2機搭載。
Do 217 E-0
先行量産爆撃機型。
Do 217 E-1
量産爆撃機型。7.92mm MG 15 機関銃5丁、15mm MG 151/15 機関銃1丁が防御火器として搭載された。
Do 217 E-2
急降下爆撃能力を付与された型。7.92mm MG 15 機関銃3丁、13mm MG 131 機関銃2丁、15mm MG 151/15 機関銃1丁、および4,000kg（8,818lb）の爆弾搭載が可能。
Do 217 E-3
7.92mm MG 15 機関銃7丁、20mm MG FF 機関砲1丁搭載。
Do 217 E-4
2発のBMW 801L エンジン（Aエンジンの砂漠フィルター装備版）搭載。
Do 217 E-5
ヘンシェルHs 293 ミサイルを発射可能なように改造された型。
Do 217 G
E-1型にBMW 801 エンジンを搭載。計画のみ。
Do 217 H
排気タービン式過給機つきのDB 601B エンジンを搭載した試作機。
Do 217 K
フロントガラスの形状が再設計され、風防の形状が段差の無いものに変更された。2発のBMW 801L エンジン搭載。
Do 217 K-1
標準の爆撃機型。
Do 217 K-2
翼幅が拡大され、フリッツXが運用可能になった。
Do 217 K-3
基本はK-2型と同じでHs 293とフリッツXが運用可能になった。
Do 217 M
DB 603A（1,726馬力、1,287kW）エンジンを搭載。
Do 217 M-1
武装はK-1型と同じ。
Do 217 M-3
武装はK-3型と同じ。
Do 217 M-5
Hs 293を搭載可能。
Do 217 M-11
翼幅が拡大され、フリッツXが運用可能になった。
Do 217 J
Do 217 Eを原型とする夜間戦闘機型。ソリッドノーズに7.92mm MG 17 機関銃4丁、20mm MG FF 機関砲4丁搭載。
Do 217 J-1
夜間偵察機型。
Do 217 J-2
夜間戦闘機型。爆弾倉が撤去された。
Do 217 L
コックピットと防御火器が見直されたDo 217 Kの改良型。2機のみ製造。
Do 217 N
夜間戦闘機型。Do 217 Mの20mm MG FF 機関砲を20mm MG 151/20 機関砲に換装したバージョン。
Do 217 N-1
J-2型と同様。
Do 217 N-2
N-1型から回転銃座と爆弾倉を撤去し、軽量化したバージョン。
Do 217 P
2発のDB 603B エンジン（1,834馬力、1,368kW）を搭載して1万6,155m（5万3,000フィート）まで上昇可能な高高度偵察機。
Do 217 R
Hs 293の発射母機として改造・名称変更されたDo 317。

## スペック
（Do 217 M-1）
- 用途：爆撃機
- 全長：18.19m
- 全幅：19.00m
- 全高：5.03m
- 全備重量：14,980 kg
- エンジン：BMW 801MA 空冷14気筒 1,580 hp×2
- 最大速度：515 km/h
- 航続距離：2,300 km
- 武装
  - 7.92mm MG 15 機関銃×5
  - 15mm MG 151/15 機関銃×1
  - 爆弾 2,000 kg
- 乗員：4名

（Do 217 N-2）
- 用途：夜間戦闘機
- 全長：18.89m
- 全幅：19.00m
- 全高：5.00m
- 全備重量：13,182 kg
- エンジン：DB 603A 液冷V型12気筒 1,750 hp×2
- 最大速度：515 km/h
- 航続距離：1,754 km
- 武装
  - 7.92mm MG 15 機関銃×4
  - 20mm MG FF 機関砲×4
- 乗員：4名

## 登場作品
『艦隊これくしょん -艦これ-』
Hs293装備のE-5型とフリッツX装備のK-2型が、それぞれ「Do 217 E-5+Hs293初期型」「Do 217 K-2+Fritz-X」の名称で登場。両機種は同作初の対艦誘導弾装備機である。